# India en los Juegos Paralímpicos de París 2024
India estuvo representada en los Juegos Paralímpicos de París 2024 por un total de 84 deportistas, 52 hombres y 32 mujeres.

## Medallistas
El equipo paralímpico indio obtuvo las siguientes medallas:
| Nombre                    | Deporte       | Evento                                     |
| ------------------------- | ------------- | ------------------------------------------ |
| Oro                       |               |                                            |
| Navdeep Singh             | Atletismo     | Jabalina F41 masculino                     |
| Sumit Antil               | Atletismo     | Jabalina F64 masculino                     |
| Dharambir Nain            | Atletismo     | Maza F51 masculino                         |
| Praveen Kumar             | Atletismo     | Salto de altura T64 masculino              |
| Kumar Nitesh              | Bádminton     | Individual SL3 masculino                   |
| Avani Lekhara             | Tiro          | Rifle de aire de pie 10 m SH1 femenino     |
| Harvinder Singh           | Tiro con arco | Recurvo individual clase abierta masculino |
| Plata                     |               |                                            |
| Yogesh Kathuniya          | Atletismo     | Disco F56 masculino                        |
| Ajeet Singh               | Atletismo     | Jabalina F46 masculino                     |
| Pranav Soorma             | Atletismo     | Maza F51 masculino                         |
| Sachin Khilari            | Atletismo     | Peso F46 masculino                         |
| Nishad Kumar              | Atletismo     | Salto de altura T47 masculino              |
| Sharad Kumar              | Atletismo     | Salto de altura T63 masculino              |
| Thulasimathi Murugesan    | Bádminton     | Individual SU5 femenino                    |
| Suhas Yathiraj            | Bádminton     | Individual SL4 masculino                   |
| Manish Narwal             | Tiro          | Pistola de aire 10 m SH1 mixto             |
| Bronce                    |               |                                            |
| Preethi Pal               | Atletismo     | 100 m T35 femenino                         |
| Preethi Pal               | Atletismo     | 200 m T35 femenino                         |
| Simran Sharma             | Atletismo     | 200 m T12 femenino                         |
| Deepthi Jeevanji          | Atletismo     | 400 m T20 femenino                         |
| Sundar Singh Gurjar       | Atletismo     | Jabalina F46 masculino                     |
| Hokato Hotozhe Sema       | Atletismo     | Peso F57 masculino                         |
| Mariyappan Thangavelu     | Atletismo     | Salto de altura T63 masculino              |
| Manisha Ramadass          | Bádminton     | Individual SU5 femenino                    |
| Nithya Sre Sivan          | Bádminton     | Individual SH6 femenino                    |
| Kapil Parmar              | Judo          | –60 kg J1 masculino                        |
| Mona Agarwal              | Tiro          | Rifle de aire de pie 10 m SH1 femenino     |
| Rubina Francis            | Tiro          | Pistola de aire 10 m SH1 femenino          |
| Sheetal Devi Rakesh Kumar | Tiro con arco | Compuesto por equipos clase abierta mixto  |